# Коіті Ваката
Коіті Вака́та  (яп. 若田 光一 Ваката Ко:іті, нар. 1 серпня 1963)  — четвертий японський астронавт, офіцер ДжАКСА, ветеран чотирьох місій НАСА Спейс шатл, учасник п'яти експедицій на Міжнародній космічній станції. Перший японський командир тридцять дев'ятого екіпажу МКС.

## Біографія
Ваката народився 1 серпня 1963 року в місті Омія префектури Сайтама, Японія. 1982 року закінчив державну середню школу. У 1987 році отримав ступінь бакалавра з аеронавтики в Університеті Кюсю і магістра з прикладної механіки в тому ж університеті в 1989 році. У 2004 році отримав докторський ступінь з ракетно-космічного машинобудування.
Почав працювати інженером у 1989 році в авіакомпанії Japan Airlines, де пройшов тримісячне навчання у ремонтному управлінні міста Наріта. З липня 1991 по травень 1992 займався дослідженнями цілісності конструкції транспортних літаків і, загалом, налітав на літаках різних типів більше 1100 годин.

### Кар'єра в JAXA
В 1992 році Ваката був обраний як кандидат в загін астронавтів NASDA. З березня 1992 до серпня 1993 року пройшов річні курси загальнокосмічної підготовки (у складі 14-го набору НАСА) у Космічному центрі ім. Джонсона, отримавши кваліфікацію фахівця польоту шатла. Після закінчення був призначений у відділення комп'ютерного забезпечення відділу астронавтів. 12 грудня 1994 року був призначений до екіпажу STS-72 як спеціаліст.
Свій перший космічний політ з 11 по 20 січня 1996 року тривалістю 8 діб 22 години здійснив на Індевор у складі STS-72, під час якого виконував робототехнічні операції з повернення супутника "Спейс Флайер Юнит " вагою близько 3,5 тонн запущеного в березні 1995 року та операції з виведення та повернення науково-дослідного супутника «OAST-Flyer», запущеного раніше під час цієї місії Індевер. Управляючи маніпулятором МТКК, Коіті Ваката забезпечив захоплення супутників та їхнє переміщення у вантажний відсік шатла. До польоту С. Шаріпова був наймолодшим (за датою народження) з тих, хто злітав у космос. Також під час польоту разом з астронавтом Даніелем Баррі стали першими людьми, які зіграли в Го в космосі на борту шатла, за що Баррі отримав другий дан від японської асоціації Го.
З 1996 до 1998 року працював у Відділенні ВКД Відділу астронавтів. 2 червня 1997 року отримав призначення в екіпаж Дискавері STS-92 за програмою складання космічної станції ISS-05-3A, ставши першим японцем, що побував на станції.
Другий космічний політ здійснив з 11 по 24 жовтня 2000 року тривалістю 12 діб 21 годину здійснив на шатлі Дискавері у складі STS-92, в якому за допомогою робота-маніпулятора шатла керував операціями по встановленню конструкцій опорного сегмента Z-1 і МА МКС.
З 26 серпня по 6 вересня 2002 року брав участь у тренуваннях за програмою польотів на станцію МКС у Німеччині.
У липні 2006 року брав участь у місії НАСА з операцій в екстремальному довкіллі (NEEMO 10).
У 2006 році після підготовки до РДНДІ ЦПК ім. Ю. А. Гагаріна до довгострокового польоту на МКС та вивчення систем корабля «Союз ТМА» був попередньо включений до складу основного екіпажу МКС-16, проте пізніше був виведений зі складу. З 16 по 27 січня 2007 року брав участь у тренуваннях з виживання у складі умовного екіпажу разом із Саліжаном Шаріповим та Соїті Ногуті. 13 лютого 2007 року був призначений бортіженером основного екіпажу 18-ї експедиції.
Третій космічний політ Ваката виконав з березня по липень 2009 року, ставши першим японцем у складі екіпажу тривалої експедиції на борту МКС. Коіті Ваката прибув у складі STS-119 MTKK « Діскавері» 17 березня 2009 року на зміну астронавтці Сандрі Магнус як бортінженер 18-го екіпажу МКС і залишався на цій посаді протягом 19-ї та 20-ї експедиції до прибуття. 2-3 липня 2009 року як бортінженер брав участь у престиковці пілотованого корабля Союз ТМА-14 з агрегатного відсіку службового модуля «Зірка» на відсік стикувального «Пірс». 31 липня 2009 року Коіті повернувся на Землю на шатлі «Ендевор» STS-127.
Четвертий космічний політ Ваката виконав з 7 листопада 2013 року по 14 травня 2014 року. Коіті Ваката прибув у складі Союз ТМА-11М в ролі бортінженера 38-го екіпажу МКС, з 10 березня 2014 року - став командиром експедиції МКС-39. Він став першим японським астронавтом командиром експедиції МКС, і третім астронавтом не з числа російських чи американських.. 14 травня 2014 року Коіті повернувся на Землю на Союз ТМА-11М.
П'ятий космічний політ. 5 жовтня 2022 року стартував в космос, як спеціаліст польоту екіпажу місії SpaceX Crew-5 і космічних експедицій МКС-68 / МКС-69 на американському приватному багаторазовому космічному кораблі Crew Dragon компанії SpaceX за допомогою важкої ракети-носія зі стартового комплексу 39А Космічного центру імені Кеннеді у Флориді до Міжнародної космічної станції.
Перебував у космосі протягом 157 діб.
12 березня 2023 року, після 09:00 p.m. за Північноамериканським східним часом, місія астронавтів SpaceX Crew-5 для NASA повернулася на Землю з Міжнародної космічної станції після більш ніж п'яти місяців перебування в космосі, - про це було повідомлено на Space.com.
| # | Стартовий корабель        | Старт                 | Експедиція                                 | Корабель посадки | Посадка               | Наліт                        | Виходи у відкритий космос | Час у відкритому космосі |
| - | ------------------------- | --------------------- | ------------------------------------------ | ---------------- | --------------------- | ---------------------------- | ------------------------- | ------------------------ |
| 1 | Індевор STS-72            | 11.01.1996, 09:41 UTC | STS-72                                     | Індевор STS-72   | 20.01.1996, 07:41 UTC | 08 діб 22 години 00 хвилин   | 0                         | 0                        |
| 2 | Дискавері STS-92          | 11.10.2000, 23:17 UTC | STS-92                                     | Дискавері STS-92 | 24.10.2000, 20:59 UTC | 12 діб 21 година 42 хвилини  | 0                         | 0                        |
| 3 | Дискавері STS-119         | 15.03.2009, 23:43 UTC | STS-119, МКС-18 / МКС-19 / МКС-20, STS-127 | Індевор STS-127  | 31.07.2009, 17:03 UTC | 137 діб 15 годин 04 хвилини  | 0                         | 0                        |
| 4 | Спілка ТМА-11М            | 07.11.2013, 04:14 UTC | МКС-38 / МКС-39                            | Спілка ТМА-11М   | 14.05.2014, 01:58 UTC | 187 діб 21 година 44 хвилини | 0                         | 0                        |
| 5 | Crew Dragon SpaceX Crew-5 | 05.10.2022, 16:00 UTC | SpaceX Crew-5, МКС-68 / МКС-69             | SpaceX Crew-5    | 12.03.2023, 04:02 UTC | 157 діб                      |                           |                          |
|   |                           |                       |                                            |                  |                       | 504 діб 08 годин 30 хвилин   | 0                         | 0                        |

## Особисте життя

### Сім'я
Перебуває у шлюбі з громадянкою Німеччини, має одну дитину.

### Захоплення
Дельтапланеризм, бейсбол, теніс, катання на лижах.